# Paweł Wojciechowski (Leichtathlet)
Paweł Wojciechowski (* 6. Juni 1989 in Bydgoszcz) ist ein polnischer Leichtathlet, der sich auf den Stabhochsprung spezialisiert hat. 2011 wurde er in Daegu Weltmeister und 2015 gewann er in Peking eine Bronzemedaille. Zudem wurde er 2019 Halleneuropameister und 2014 Vizeeuropameister im Freien und zählt damit zu den erfolgreichsten Stabhochpspringern seines Landes.

## Sportliche Laufbahn
Erste internationale Erfahrungen sammelte Paweł Wojciechowski im Jahr 2007, als er bei den Junioreneuropameisterschaften in Hengelo mit übersprungenen 4,75 m in der Qualifikationsrunde ausschied. Im Jahr darauf gewann er dann bei den Juniorenweltmeisterschaften in seiner Geburtsstadt Bydgoszcz mit 5,40 m die Silbermedaille. 2009 startete er bei den Militär-Weltmeisterschaften in Sofia, brachte dort aber keinen gültigen Versuch zustande. 2011 belegte er bei den Halleneuropameisterschaften in Paris mit 5,71 m den vierten Platz und siegte anschließend bei den U23-Europameisterschaften in Ostrava mit einer Höhe von 5,70 m. Daraufhin siegte er auch bei den Militärweltspielen in Rio de Janeiro und übersprang dort 5,81 m und stellte damit einen neuen Spielerekord auf. Im August steigerte er dann seine Bestleistung auf 5,91 m und gewann dann am Ende des Monats bei den Weltmeisterschaften in Daegu mit 5,90 m im Finale die Goldmedaille. Im Jahr darauf nahm er erstmals an den Olympischen Spielen in London teil, schied dort aber ohne eine Höhe in der Vorrunde aus.
Nach einem Jahr Pause nahm Wojciechowski 2014 an den Hallenweltmeisterschaften im heimischen Sopot teil und erreichte dort mit übersprungenen 5,40 m Rang zwölf. Im Sommer gewann er dann bei den Europameisterschaften in Zürich mit 5,70 m die Silbermedaille hinter dem Franzosen Renaud Lavillenie und siegte anschließend beim ISTAF Berlin mit 5,80 m. Daraufhin wurde er beim Leichtathletik-Continentalcup in Marrakesch mit einer Höhe von 5,40 m Fünfter. 2015 siegte er bei der Athletissima in Lausanne mit 5,84 m und gewann dann bei den Weltmeisterschaften in Peking mit 5,80 m im Finale die Bronzemedaille hinter dem Kanadier Shawnacy Barber und Raphael Holzdeppe aus Deutschland. Im Oktober gewann er dann auch bei den Militärweltspielen im südkoreanischen Mungyeong mit 5,20 m die Bronzemedaille hinter dem Südkoreaner Jin Min-sub und Georgi Gorochow aus Russland. Im Jahr darauf wurde er beim Prefontaine Classic in Eugene mit 5,71 m Dritter, wie auch bei den Bislett Games in Oslo mit 5,65 m. Anfang Juli belegte er bei den Europameisterschaften in Amsterdam mit 5,30 m den siebten Platz und nahm anschließend erneut an den Olympischen Spielen in Rio de Janeiro teil, bei denen er mit 5,45 m in der Qualifikationsrunde ausschied.
2017 gewann Wojciechowski bei den Halleneuropameisterschaften in Belgrad mit übersprungenen 5,85 m die Bronzemedaille hinter seinem Landsmann Piotr Lisek und Konstandinos Filippidis aus Griechenland. Bei der Athletissima in Lausanne steigerte er seine Bestleistung auf 5,93 m und belegte damit den zweiten Platz hinter dem US-Amerikaner Sam Kendricks, der dieselbe Höhe erreichte. Beide stellten damit einen neuen Stadionrekord auf. Kurz darauf siegte er beim Meeting International Mohammed VI d'Athletisme de Rabat mit 5,85 m. Anschließend gelangte er bei den Weltmeisterschaften in London bis in das Finale, in dem er mit 5,75 m den fünften Platz belegte. Bei den Leichtathletik-Hallenweltmeisterschaften 2018 in Birmingham erreichte er mit 5,60 m Rang 13 und Ende Mai wurde er bei der Golden Gala in Rom mit 5,78 m Zweiter und siegte später beim Golden Spike in Ostrava mit 5,75 m. Bei der Athletissima wurde er mit 5,84 m Zweiter, wie anschließend auch beim Diamond League Meeting in Rabat mit 5,80 m. Mitte August klassierte er sich dann bei den Europameisterschaften in Berlin mit 5,80 m im Finale den fünften Platz. 2019 steigerte er bei den Halleneuropameisterschaften in Glasgow seine Hallenbestleistung auf 5,90 m und sicherte sich damit die Goldmedaille vor seinem Landsmann Piotr Lisek und Melker Svärd Jacobsson aus Schweden. Ende September schied er bei den Weltmeisterschaften in Doha mit 5,70 m in der Vorrunde aus, siegte dann aber bei den Militärweltspielen in Wuhan mit einer Höhe von 5,60 m. 2021 verpasste er bei den Halleneuropameisterschaften in Toruń mit 5,35 m den Finaleinzug und auch bei den Olympischen Spielen in Tokio schied er mit 5,30 m in der Qualifikationsrunde aus.
2023 schied er bei den Weltmeisterschaften in Budapest mit 5,35 m in der Qualifikationsrunde aus und im Jahr darauf verpasste er bei den Europameisterschaften in Rom mit 5,25 m ebenfalls den Finaleinzug.
In den Jahren 2015 und 2016 und von 2018 bis 2020 wurde Wojciechowski polnischer Meister im Stabhochsprung im Freien sowie 2016 und 2020 auch in der Halle.